# Ікер Мартінес
Ікер Мартінес  (ісп. Iker Martínez, 16 червня 1977) — іспанський яхтсмен, олімпійський чемпіон.

## Виступи на Олімпіадах
| Олімпіада  | Дисципліна | Місце |
| ---------- | ---------- | ----- |
| Афіни 2004 | Клас 49er  | 1     |
| Пекін 2008 | Клас 49er  | 2     |